# 最高の人生の見つけ方
『最高の人生の見つけ方』（さいこうのじんせいのみつけかた、原題: The Bucket List）は、2007年のアメリカ映画。
2019年に日本でリメイクされた映画版も本項で説明する。

## 概要
余命6か月を宣告された2人の男が、死ぬ前にやり残したことを実現するために共に冒険に出るハートフル・ストーリー。
アメリカでは2007年12月25日に先行上映、2008年1月11日に拡大公開され、週末の全米興行収入で1位を記録。日本では2008年5月10日に公開され、初登場2位を記録した。
キャッチコピーは、“We live, we die. Wheels on the bus go round, and round.”（人は生き、人は死ぬ ― 世の中はその繰り返しだ）。

## あらすじ
2人の年配男性、自動車整備工のカーター・チェインバーズと大富豪のエドワード・コールは、共に末期の肺がんと診断された後、エドワードが所有するロサンゼルスの病院の病室で相部屋になる。自分の病院に入ったエドワードは当然、個室を要求したのだが、病室は全て2人部屋という規則をエドワード自身が作ってしまっていたのだった。
歴史に関して博識で家族思いの男であるカーターは、若い頃は歴史学の教授になりたいと考えていたが、交際相手の女性が妊娠したことから、大学を中退し、家庭を持つことを選んだ。4回の離婚経験を持つ医療業界の大立物で教養ある独身男のエドワードは、世界で最も高価なコーヒーの1つであるコピ・ルアクを楽しんだり、秘書のマシューをわざとトーマスと呼んでからかったりするのが好きだ。
入院中、社会的立場が大きく異なるカーターとエドワードは共通の話題を見つけようとする。カーターはほんの遊びのつもりで「死ぬ前にやりたいこと」のリストを作り始めるが、余命が1年も無いことを知り、落胆してリストを丸めて病室の床に打ち捨てる。
翌朝、エドワードはそのリストを拾い上げ、そこに書かれていることを全てやるようにカーターを促し、自分のための項目を書き加え、そして、費用は全て自分が持つと言う。2人で作ったリストには、「死ぬほど笑う」、「スカイダイビングをする」、「世界一の美女にキスをする」などが含まれている。カーターは同意し、妻のバージニアが反対する中、2人はマシューと共に人生最後の休暇で世界を旅し始める。スカイダイビングをし、ビンテージのシェルビー・マスタングとダッジ・チャレンジャーでカリフォルニア・スピードウェイを走る。そして、エドワードのプライベート・ジェットで北極上空を飛び、シェーブル・ドール（注：南仏のエズにある超高級ホテル）で夕食をとり、タージ・マハルを訪れ、万里の長城の上でバイクを乗り回し、タンザニアでライオン・サファリに参加し、エベレスト山を訪れる（但し、天候により登頂は出来ない）。
ギザのピラミッドの頂上では、2人は自分の信仰と家族について互いに打ち明ける。カーターは、妻への愛情が薄れてきたこと、そして自分が選んだ道を少し後悔していることを明かす。エドワードは、家庭内暴力を振るう娘の夫を人を使って追い払ったことから娘と疎遠になってしまったことで深く傷ついていることを打ち明ける。2人はまた、希望する自分の死後の埋葬方法（土葬か火葬か）についても話す。その後香港のホテルのバーで、エドワードは娼婦を雇い、浮気などしたことが無いカーターを誘惑させる。カーターは誘惑を断り、エドワードの差し金と察知したことから不機嫌になり、リストの実行などもう止めてアメリカに帰ろうと言う。
ロサンゼルスに着いた後、マシューが運転する車はエドワードの娘の家の前で停まる。カーターの発案である。エドワードはこれを裏切りと見做し、カーターに怒りをぶつけ、カーターとマシューをその場に残して車を運転して帰宅する。カーターはタクシーで妻が待つ家へ戻るが、エドワードは誰もいない豪邸に戻った後、泣き崩れる。しかし、カーターは妻と一緒に過ごすことは殆ど出来ない。帰宅直後、夫婦で新婚時の気分を取り戻そうと雰囲気を盛り上げようとするが、その場でカーターは倒れ、病院に搬送され、そこで癌が脳に転移していることが判明する。一方、エドワードは驚くほど元気を取り戻し、仲直りのためカーターを病室に訪ねる。
クイズ番組”ジェパディ!”が大好きで、雑学に詳しいカーターは、エドワードが好むコピ・ルアクの豆が最終的に収穫される前にパームシベットに食べさせ、排泄させていることをエドワードに言う。このコーヒーの風味にはパームシベットの消化液が寄与しているのだ。2人がこれに大笑いし、「死ぬほど笑う」の項目が達成された後、カーターはエドワードにリストの残りの項目を全てやり切るよう頼む。
カーターが手術中に亡くなった後、カーターがエドワードに残した手紙の内容を受け、何とか自分の娘と和解し、娘はエドワードに、エドワードがその存在すら知らなかった孫娘を紹介する。孫娘の頬にキスをして抱きしめた後、エドワードは「世界一の美女にキスをする」という項目をリストから消す。エドワードはカーターの葬儀で弔辞を述べ、その中でカーターの人生最後の3か月は、カーターのお陰で自分にとって最高の3か月だったと言う。
エピローグで、エドワードは81歳まで生き、マシューが彼の遺灰を或るヒマラヤの山頂に持っていったことが明らかになる。マシューは山頂で雪に埋もれていた小さな祠の扉を開け、エドワードの遺灰を収めたコーヒー缶を既に中にあったカーターの遺灰を収めた別のコーヒー缶の横に置き、「死ぬ前にやりたいこと」のリストの最後の項目「本当に荘重なものを見る」を消し、完遂されたリストを2つの缶の間に挟み、祠の扉を閉め、雪で隠す。カーターの声によるナレーションが、「エドワードは山頂に埋葬されて高笑いするだろう、何故ならそれはどうやら違法らしいからだ」と語る。

## キャスト
| 役名                       | 俳優                 | 日本語吹き替え | 日本語吹き替え |
| 役名                       | 俳優                 | ソフト版       | テレビ朝日版   |
| -------------------------- | -------------------- | -------------- | -------------- |
| エドワード・コール         | ジャック・ニコルソン | 勝部演之       | 内海賢二       |
| カーター・チェインバーズ   | モーガン・フリーマン | 坂口芳貞       | 坂口芳貞       |
| マシュート（トマス）       | ショーン・ヘイズ     | 横堀悦夫       | 藤原啓治       |
| バージニア・チェインバーズ | ビヴァリー・トッド   | 野沢由香里     | 玉井碧         |
| ホリンズ医師               | ロブ・モロー         | 志村知幸       | 村治学         |

- ソフト版吹き替え - DVD・BD収録

演出 - 簑浦良平、翻訳 - 桜井裕子、制作 - マイ・ディア・ライフ
その他吹き替え - 天田益男、山田美穂、鳥畑洋人、鉄野正豊、佐藤あかり、たかお鷹、佐々木睦、林佳代子、水内清光、中川慶一、勝田晶子、うえだ星子
- テレビ朝日版吹き替え - 初回放送2010年11月14日『日曜洋画劇場』

演出 - 鍛治谷功、翻訳 - 桜井裕子、制作 - ブロードメディア・スタジオ
その他吹き替え - 山像かおり、鳳芳野、藤原堅一、乃村健次、山野井仁、杉山大、中村浩太郎、塾一久、下田レイ、小松史法、中西としはる、久嶋志帆、武田華

## スタッフ
- 監督：ロブ・ライナー
- 脚本：ジャスティン・ザッカム
- 製作：クレイグ・ゼイダン、ニール・メロン、アラン・グライスマン、ロブ・ライナー
- 製作総指揮：ジェフリー・ストット、トラヴィス・ノックス、ジャスティン・ザッカム
- 撮影：ジョン・シュワルツマン
- プロダクションデザイン：ビル・ブルゼスキー
- 編集：ロバート・レイトン
- 音楽：マーク・シャイマン
- 衣装デザイン：モリー・マギニス
- キャスティング：ジェーン・ジェンキンス、ジャネット・ハーシェンソン
- 主題歌：ジョン・メイヤー 「Say」

## 挿入歌
- The Tokens-The Lions Sleeps Tonight
- Edith Piaf-Milord
- Wade Hubbard-It's alright
- Canned Heat-On the road again
- Louigay and Édith Piaf-La vie en rose
- Doug Legacy-Tush
- Freed and Nacio Herb Brown-I've got a feeling you're fooling
- Ben Jelen-Come on (予告編の採用曲)

## リメイク作品
本作を原案とした同名リメイク映画が2019年10月11日に公開された。監督は犬童一心。主演は『千年の恋 ひかる源氏物語』以来、18年ぶり2度目の共演となる吉永小百合と天海祐希。
吉永にとっては121本目の映画出演作にして初のワーナー ブラザース ジャパン製作の邦画出演作となる。

### キャスト（リメイク作品）
- 北原幸枝：吉永小百合

専業主婦。胃の調子が悪く検査入院をして余命宣告される。
- 剛田マ子：天海祐希

女社長。夫の浮気に悩んでいる。
- 高田学：ムロツヨシ

マ子の秘書。人がいい。
- 北原美春：満島ひかり

幸枝の娘。しっかり者。
- 神崎真梨恵：鈴木梨央

入院患者。12歳。
- 北原一慶：駒木根隆介

幸枝の息子。引きこもりでゲームに熱中してる。
- ももいろクローバーZ
- 三木輝男：賀来賢人

マ子の夫。副社長。
- 北原孝道：前川清

幸枝の息子。体たらく。

### スタッフ（リメイク作品）
- 原案：ジャスティン・ザッカム著「最高の人生の見つけ方」
- 監督：犬童一心
- アダプテーション脚本：浅野妙子、小岩井宏悦、犬童一心
- 音楽：上野耕路
- 主題歌：竹内まりや「旅のつづき」（ワーナーミュージック・ジャパン）
- 劇中歌：ももいろクローバーZ「走れ! -ZZ ver.-」（EVIL LINE RECORDS）[8]
- エグゼクティブプロデューサー：小岩井宏悦
- プロデューサー：和田倉和利
- ラインプロデューサー：森徹
- 撮影：清久素延
- 照明：疋田ヨシタケ
- 録音：志満順一
- 美術：磯田典宏
- 編集：上野聡一
- 衣装：宮本茉莉
- ヘアメイク：田中マリ子
- 装飾：西渕浩祐
- スクリプター：天池芳美
- キャスティング：杉野剛
- ポスプロテクニカルプロデューサー：大屋哲男
- VFXスーパーバイザー：小坂一順
- カラーグレーダー / DIプロデューサー：齋藤精二
- 音楽プロデューサー：安井輝
- 音響効果：勝亦さくら
- 助監督：足立公良
- 制作担当：片平大輔
- 特別協賛：五島の椿株式会社
- 制作プロダクション：プロダクション・キノ、シネバザール
- 製作幹事・配給：ワーナー・ブラザース映画
- 製作：「最高の人生の見つけ方」製作委員会（ワーナー・ブラザース映画、木下グループ、スマイル音楽出版、シネバザール、イオンエンターテイメント、WOWOW、KDDI、博報堂、朝日新聞社、住友商事、C&Iエンタテインメント、ニッポン放送、GYAO、ひかりTV、巖本金属）

### テレビ放映（リメイク作品）
| 回数 | 放送局     | 放送枠             | 放送日        | 放送時間    | 放送分数 | 平均世帯 視聴率 | 備考                        |
| ---- | ---------- | ------------------ | ------------- | ----------- | -------- | --------------- | --------------------------- |
| 1    | テレビ東京 | 午後のロードショー | 2025年3月28日 | 13:10-15:40 | 150分    | 2.4%            | 地上波初放送 本編ノーカット |

- 地上波放送・関東地区のみ記載。
- 視聴率はビデオリサーチ調べ。関東地区でのデータ。